# Braterstwo broni
Braterstwo broni (kor.: 태극기 휘날리며, 	Taegeukgi Hwinallimyeo) – południowokoreański film wojenny z 2004 roku w reżyserii Kang Je-gyu, który był też autorem scenariusza.
Film opowiada o dwóch braciach (Jin-tae i Jin-seok), którzy zostali wcieleni do wojska w czasie wybuchu wojny koreańskiej.

## Obsada
- Jang Dong-gun – Lee Jin-tae
- Won Bin – Lee Jin-seok
- Lee Eun-ju – Kim Young-shin
- Choi Min-sik – dowódca wojsk Północnej Korei
- Gong Hyung-jin – Yong-man
- Ahn Gil-kang – Sergeant Heo
- Jang Min-ho – stary Lee Jin-seok
- Jeon Jae-hyeong – Yong-seok
- Jo Yoon-hee – wnuczka Lee Jin-seok
- Kim Su-ro
- Joo Da-young – Young-ja